# Leopoldo Aguinaldo
Leopoldo R. Aguinaldo (Manilla, 15 november 1885 - Tokio, 27 april 1958) was een Filipijns ondernemer. Hij behoorde in de jaren 30 tot de grote vier van de Filipijns zakenwereld.

## Biografie
Leopoldo Aguinaldo werd geboren op 15 november 1885 in Santa Cruz in de Filipijnse hoofdstad Manilla. Zijn ouders waren Anastacio Aguinaldo en Marcela Ramos. Na zijn lagere school onderwijs op een privéschool in Santa Cruz ging hij vanaf 1904 naar het Liceo de Manila. Aansluitend vertrok hij naar Japan, waar hij begon aan een studie civiele techniek op de hogere school van Nagoya. Later veranderde hij van studierichting en in 1909 voltooide hij zijn opleiding als textiel ingenieur.
Terug in de Filipijnen werkte voor het Bureau of Education. Hij doceerde het gebruik van moderne weeftechnieken aan leden van de oorspronkelijke bergvolkeren uit het noorden van de Filipijnen in de stad Baguio. Niet lang daarna nam hij echter ontslag en begon zijn carrière als ondernemer. Eerst probeerde hij zonder succes een textielfabriek op te zetten. Daarna importeerde hij met een zakenpartner textielmachines. Ook deze onderneming werd geen succes door een gebrek aan kapitaal. Daarop richtte hij de onderneming Aguinaldo, Marcelo & Co. op. Later in 1913 incorporeerden ze The Philippine Net and Braid Manufacturing Co. Aguinaldo was algemeen manager van de onderneming.
In 1921 gingen hij en zijn zakenpartner uit elkaar en begon hij zijn eigen onderneming The House of Aguinaldo. Samen met zijn vrouw opende hij een winkel aan Juan Luna Street, waar ze een grote variëteit aan spullen verkochten. Vanaf 1923 verkocht Aquinaldo er ook door hem geïmporteerde Aladin lampen. Gedurende de jaren werd het assortiment sterk uitgebreid en werden meerdere winkelfilialen in diverse delen van de archipel geopend. In 1930 voegde hij populaire krultangen toe aan het assortiment. Weer later importeerde en verkocht hij bijvoorbeeld ook schoenen, sieraden en huishoudelijke artikelen en groeide zijn bedrijf uit tot het grootste import- en exportbedrijf van de Filipijnen. Samen met Vicente Madrigal, Toribio Teodoro en Gonzalo Puyat vormde Aguinaldo in die periode de "Big Four" van de Filipijnse zakenwereld. In 1931 richtte Aguinaldo het Aguinaldo Institute of Hair Science op.
Naast zijn de activiteiten voor zijn eigen bedrijf vervulde Aguinaldo gedurende zijn carrière ook topfuncties in andere Filipijnse bedrijven en instanties. Zo was hij president van de Luzon Surety Co., directeur van de Manila Railroad Company, directeur van Manila Hotel, directeur van de Philippine Carnival Association, president van Club Filipino en president van de Philippine Chamber of Commerce.  
Aguinaldo overleed in 1958 op 72-jarige leeftijd in de Japanse hoofdstad Tokio aan de gevolgen van een hartaanval. Hij was vanaf 1911 tot zijn dood getrouwd met Andrea del Rosario, een zus van rechter Simplicio del Rosario. samen met haar kreeg hij drie zonen: Daniel, Heriberto en Francisco.